# Produção de Avengers: Infinity War e Avengers: Endgame
Avengers: Infinity War e Avengers: Endgame são filmes de super-heróis estadunidenses baseados na equipe Vingadores da Marvel Comics, produzidos pela Marvel Studios e distribuídos pela Walt Disney Studios Motion Pictures. Eles são as sequências de The Avengers (2012) e Avengers: Age of Ultron (2015) e servem como os 19º e 22º filmes do Universo Cinematográfico Marvel (UCM), respectivamente. Ambos os filmes foram dirigidos por Anthony e Joe Russo a partir de roteiros da dupla de escritores Christopher Markus e Stephen McFeely, e apresentam um ensemble cast composto por muitos atores anteriores do UCM.
O desenvolvimento dos filmes começou nas primeiras produções da Marvel Studios com a introdução das Joias do Infinito e da Manopla do Infinito como dispositivos de enredo. A composição do elenco começou em meados de 2013 com Robert Downey Jr. assinando para reprisar seu papel como Tony Stark / Homem de Ferro. Os filmes foram anunciados oficialmente em outubro de 2014 sob os títulos Avengers: Infinity War – Part 1 e Part 2. Os irmãos Russo, e Markus e McFeely se juntaram ao projeto no início de 2015. Em julho de 2016, a Marvel revelou que os filmes estavam sendo renomeados: a primeira parte ficou conhecida apenas como Avengers: Infinity War, enquanto o título da segunda parte foi revelado como Avengers: Endgame em dezembro de 2018. Os filmes foram renomeados porque pretendiam contar duas histórias diferentes. Eles foram projetados como uma conclusão para a história contada em todos os filmes do UCM até aquele ponto.
Ambos os filmes foram filmados conjuntamente no Pinewood Atlanta Studios no Condado de Fayette, Geórgia. A produção de Infinity War começou em 23 de janeiro e foi concluída em 14 de julho de 2017, com filmagens adicionais na Escócia, em Downtown Atlanta e na cidade de Nova Iorque. As filmagens de Endgame começaram em 10 de agosto de 2017 e foram concluídas em 11 de janeiro de 2018, com filmagens adicionais nas áreas de Downtown e metro de Atlanta, estado de Nova Iorque, Escócia e Inglaterra. São os primeiros filmes de Hollywood a serem rodados inteiramente em IMAX digital, usando uma nova câmera desenvolvida ao lado da ARRI. A Industrial Light & Magic, Framestore, Method Studios, Weta Digital, DNEG, Cinesite, Digital Domain, Rise, Lola VFX, Perception, Cantina Creative, Capital T, Technicolor VFX e Territory Studio foram as empresas de efeitos visuais que trabalharam nos filmes.
Avengers: Infinity War foi lançado nos Estados Unidos em 27 de abril de 2018, e Avengers: Endgame foi lançado em 26 de abril de 2019, ambos fazendo parte da Fase Três do UCM.

## Desenvolvimento

### Antecedentes
Desde seus primeiros filmes, a Marvel Studios estava se preparando para uma adaptação da história em quadrinhos The Infinity Gauntlet (1991) de Jim Starlin, ao apresentar as Joias do Infinito como MacGuffins: a Joia do Espaço como o Tesseract em Captain America: The First Avenger (2011); a Joia da Mente dentro do Cetro de Loki em The Avengers (2012); a Joia da Realidade como o Éter em Thor: The Dark World (2013); a Joia do Poder dentro do Orbe em Guardians of the Galaxy (2014); e a Joia do Tempo dentro do Olho de Agamotto em Doctor Strange (2016). De acordo com James Gunn, escritor e diretor dos filmes dos Guardians of the Galaxy, a Marvel decidiu que o Éter e os MacGuffins anteriores seriam usados como Joias do Infinito nos filmes durante a produção de The Dark World (os MacGuffins e as Joias do Infinito são objetos separados nas histórias em quadrinhos). Antes que essa decisão fosse tomada, a Joia do Poder foi apresentada como vermelha no primeiro filme dos Guardians e teve que ser alterada para roxa na pós-produção para dar a cada uma das Joias do Infinito sua cor própria, já que o Éter também era vermelho.
Thanos, um vilão dos quadrinhos que almeja as Joias do Infinito, foi apresentado ao Universo Cinematográfico Marvel em uma breve aparição no final do primeiro filme dos Avengers. Muitos fãs posteriormente esperavam que Thanos fosse o antagonista da sequência, Avengers: Age of Ultron (2015). No entanto, Joss Whedon, que escreveu e dirigiu os dois primeiros filmes dos Avengers, explicou que o personagem não seria o principal antagonista até um filme posterior porque ele é "tão poderoso, ele não é alguém que você pode simplesmente tentar dar um soco. Como nos quadrinhos, você quer que ele avance pelo universo e guarde o grande final para o grande final." Thanos aparece no final de Age of Ultron em outra breve aparição, desta vez com a Manopla do Infinito, uma luva projetada para abrigar as joias. Uma Manopla do Infinito diferente foi mostrada anteriormente no cofre em Asgard em Thor (2011), mas após a cena de Age of Ultron, esta primeira manopla foi revelada como sendo uma farsa em Thor: Ragnarok (2017). O presidente da Marvel Studios, Kevin Feige, explicou que a primeira manopla foi incluída como um pequeno easter egg em Thor antes de uma adaptação de The Infinity Gauntlet estar em desenvolvimento ativo, e uma vez que a Marvel começou a planejar esse enredo, eles perceberam que não faria sentido os Asgardianos terem a manopla. A explicação interna da Marvel foi que a primeira luva era falsa, e Ragnarok foi capaz de resolver isso na tela. A manopla de Age of Ultron também é considerada falsa, com os escritores Christopher Markus e Stephen McFeely dizendo que era uma "manopla prática da moda".

### Anúncio
Em julho de 2014, Feige afirmou que havia "algumas noções" sobre as quais a Marvel gostaria de levar um terceiro filme dos Vingadores e que o estúdio pretendia um tempo de três anos entre o lançamento de Avengers: Age of Ultron em 2015 e uma sequência. Em outubro de 2014, a Marvel anunciou uma sequência de duas partes de Age of Ultron, intitulada Avengers: Infinity War. Part 1 foi programada para ser lançada em 4 de maio de 2018, e Part 2 foi programada para 3 de maio de 2019. O plano da Marvel era filmar as duas partes de Infinity War uma após a outra. Em janeiro de 2015, Whedon disse que era "muito duvidoso" se ele estaria envolvido com os dois filmes. A Marvel eventualmente o abordou sobre como escrevê-los, e Whedon não descartou contribuir para os roteiros de alguma forma, mas ele se recusou a assinar como o escritor das sequências. Ele citou a escala crescente da série como o motivo pelo qual optou por não retornar, explicando que cada um de seus filmes tinha se tornado algo "cada vez mais enorme... [e] só vai ficar maior com Infinity War. Não vou ser capaz de dar o que é preciso."

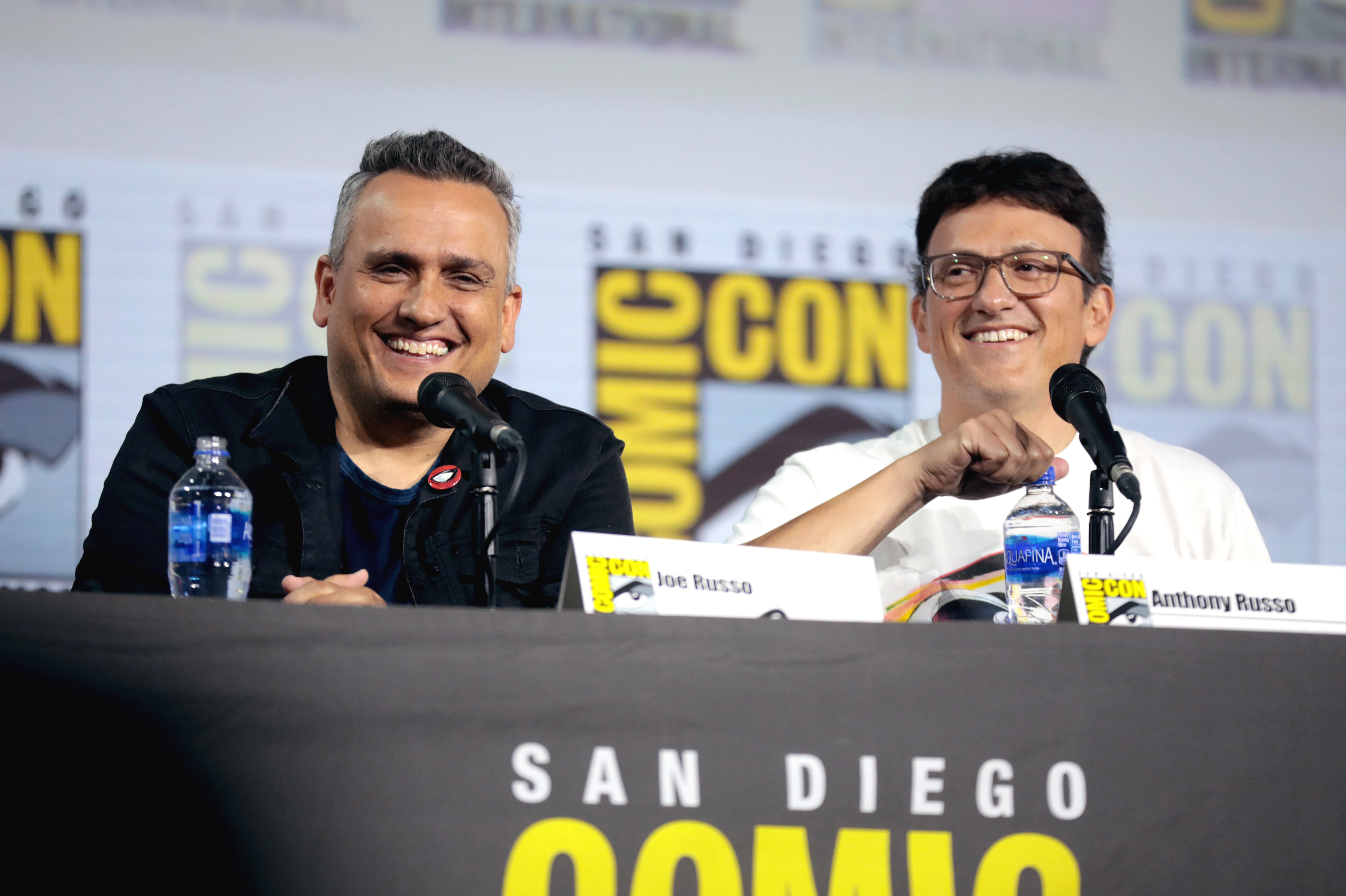
Os diretores Joe e Anthony Russo na San Diego Comic-Con 2019.

Anthony e Joe Russo chegaram a um acordo em abril de 2015 para dirigirem ambas as partes de Infinity War, após dirigirem Captain America: The Winter Soldier (2014) e Captain America: Civil War (2016). Um mês depois, os escritores Christopher Markus e Stephen McFeely assinaram contrato para também retornarem dos filmes do Captain America, escrevendo os roteiros de ambas as partes de Infinity War. McFeely mais tarde lembrou que a dupla tinha começado a negociar para escrever os dois filmes sem nunca terem sidos realmente solicitados a fazê-lo por Feige ou a Marvel.:1:20–1:28 Anthony Russo descreveu as duas sequências dos Avengers como "o culminar de tudo o que aconteceu no UCM" desde que Iron Man foi lançado em 2008, trazendo "um fim para certas coisas, e de algumas maneiras ... o começo de certas coisas". Em abril de 2016, Jon Favreau confirmou que ele serviria mais uma vez como produtor executivo nos filmes, tendo feito isso nos filmes anteriores dos Avengers após dirigir os dois primeiros filmes de Iron Man. Gunn também atuou como produtor executivo nos dois filmes de Infinity War, trabalhando com os Russo, Marvel e Feige "para garantir que qualquer um dos personagens [de Guardians of the Galaxy] com os quais estou envolvido sejam bem cuidados [em Infinity War]".
Em março de 2018, a Disney mudou o lançamento do primeiro filme nos Estados Unidos para 27 de abril de 2018, o que significava que seria lançado no país no mesmo final de semana de vários mercados internacionais. Em dezembro daquele ano, o lançamento do segundo filme foi alterado para 26 de abril de 2019.

### Títulos
Depois de anunciar os títulos dos filmes como Avengers: Infinity War – Part 1 e Avengers: Infinity War – Part 2, Feige explicou que estes foram escolhidos por causa dos elementos compartilhados entre os filmes. No entanto, ele sentiu que seriam "dois filmes distintos", e não uma história dividida em dois filmes. Anthony Russo reiterou isso, dizendo que os dois filmes eram "muito, muito diferentes um do outro. Não é um cenário da parte um e da parte dois, necessariamente. São apenas duas expressões diferentes. Acho que cria um equívoco de que os estamos filmando ao mesmo tempo." Como tal, no início de maio de 2016, os Russo revelaram que mudariam o título dos dois filmes para remover ainda mais esse equívoco.
Em julho de 2016, a Marvel anunciou que Part 1 seria simplesmente conhecido como Avengers: Infinity War, enquanto que Part 2 seria referido como Untitled Avengers film até que um novo título fosse escolhido. Anthony Russo afirmou que o título do segundo filme não seria revelado "por algum tempo", com Feige e os irmãos Russo indicando que o título estava sendo retido, já que revelaria detalhes do enredo de Infinity War e sua sequência. Em abril de 2018, Feige afirmou que o título do segundo filme havia sido retido por muito tempo porque a Marvel queria se concentrar primeiro em Infinity War, já que o anúncio dos dois filmes havia desviado a atenção de Age of Ultron, que ainda não havia sido lançado naquela hora. Feige agora sentia que o tiro saiu pela culatra devido à discussão sobre o título ficar "totalmente fora de controle" e gerar altas expectativas que o título real não seria capaz de corresponder. Em dezembro daquele ano, com o lançamento do primeiro trailer do segundo filme, o título foi revelado como Avengers: Endgame.

## Escrita

### Processo

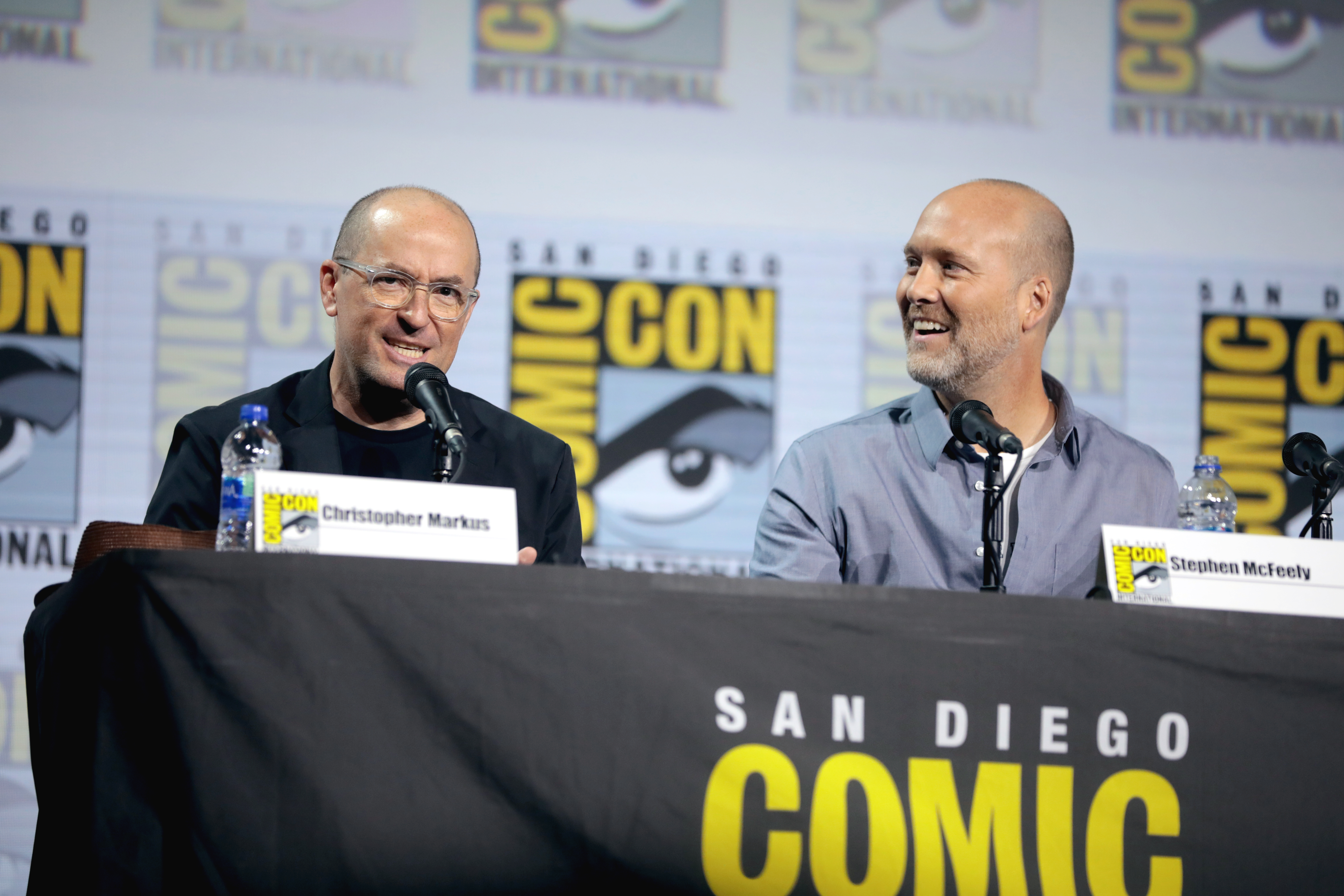
Os escritores Christopher Markus e Stephen McFeely na San Diego Comic-Con 2019.

Depois de serem contratados para escrever os filmes, Markus e McFeely foram orientados por Feige e pela Marvel a fazerem dois filmes separados em vez de uma história de duas partes.:1:03–1:19 Eles também foram convidados a usarem Thanos e as Joias do Infinito, que sugeriram a Markus que os Guardiões da Galáxia provavelmente deveriam ser incluídos nos filmes. Eles tinham permissão para usar qualquer personagem de todo o UCM, e podiam matar personagens se quisessem.:1:28–2:00
Durante as filmagens de Civil War em 2015, Markus e McFeely começaram a ler histórias em quadrinhos e a escrever ideias sobre o que poderia acontecer nos filmes. Eles acabaram criando 60 páginas de ideias não relacionadas que a Marvel analisou e destacou ou sinalizou como impossível. Nos últimos quatro meses do ano, a dupla passou a maior parte do tempo em uma sala de conferências com o produtor executivo Trinh Tran, assim como Feige e os irmãos Russo, sempre que estavam livres. A Marvel deu a eles cartões de beisebol de todos os personagens do UCM até aquele momento, e cada um notou se o respectivo ator estava disponível para os filmes.:2:19–3:09 Os escritores começaram a escolher agrupamentos potenciais de personagens, e os deram à Marvel junto com suas páginas de ideias. McFeely se referiu a esse estágio do processo como pesquisa e desenvolvimento, com a dupla tentando descobrir quais elementos a Marvel e os Russo queriam incluir nos filmes.:3:09–3:33 Enquanto eles apresentavam as ideias para momentos ou cenas, como um momento em que Thanos usa todas as Joias do Infinito, elas foram escritas em cartões e colocadas em uma linha do tempo para permitir que os escritores trabalhassem nessas ideias.:3:40–3:59 Uma vez depois de concluído, Markus e McFeely compilaram os cartões em um esboço inicial que incluía momentos, cenas, diálogos e piadas. Eles reescreveram o esboço para ficar mais legível e enviaram para a Marvel para aprovação.:6:10–6:52
Os escritores começaram a trabalhar nos roteiros reais em janeiro de 2016. A cada semana, eles pegavam as cenas do esboço inicial, atribuíam-lhes uma contagem de páginas e pegavam várias delas cada. Eles então começaram a escrever individualmente essas cenas como cenas reais em um roteiro, e combinariam seus trabalhos no final da semana. Isso foi repetido até que eles tivessem um 'Rascunho de Frankenstein' que McFeely descreveu como longo e repetitivo, mas com um pouco de "ouro" nele.:9:38–10:45 Os dois trabalharam juntos para ler e retrabalhar até que tivessem um primeiro rascunho "funcional".:10:46–11:11 Os primeiros rascunhos concluídos para ambos os filmes foram entregues à Marvel em 1º de maio de 2016. Após isso, quando os filmes estavam em pré-produção, a dupla continuou a escrever novos rascunhos dos roteiros.:11:36–11:56 Em julho, eles estavam trabalhando no terceiro rascunho de Infinity War e no segundo de Endgame, com Markus afirmando que a cada dia eles iriam apenas estar trabalhando em um único filme cada, mas eles ainda estavam escrevendo os dois filmes ao mesmo tempo. Em outubro, o roteirista de Thor: Ragnarok, Eric Pearson, foi levado do set de Ragnarok na Austrália para onde os filmes dos Avengers estavam sendo preparados em Atlanta para que ele pudesse ajudar Markus e McFeely, que estavam "tão abarrotados de tempo". Pearson disse que a dupla estava confortável permitindo que ele trabalhasse em um filme enquanto eles se concentravam no outro devido aos seus créditos anteriores de escrita na Marvel, incluindo trabalhar com eles na série de televisão do UCM Agent Carter. Markus e McFeely mais tarde estimaram que haviam escrito pelo menos cinco ou seis rascunhos de cada filme até o final de 2016. Durante aquele ano, eles estavam recebendo notas sobre os rascunhos e também apresentando novas ideias. Markus descreveu esse processo como "filtrar e realmente focar no que esses filmes tratam".:11:36–11:56
Os irmãos Russo e os escritores trabalharam com todos os outros cineastas da Fase Três para manter a continuidade, falando com eles "quase semanalmente". O diretor de Doctor Strange, Scott Derrickson, foi "mantido atualizado" sobre como os filmes dos Avengers usam Strange por meio de seu relacionamento próximo com Feige e Joe Russo. Derrickson discutiu o enredo de ambos os filmes dos Avengers com Joe e deu notas sobre eles, dizendo, "é por isso que isso é ótimo, essa é a maneira de fazer isso..." Gunn queria garantir que os Guardiões fossem "tão engraçados quanto deveriam ser e tão honestos e verdadeiros quanto deveriam ser". De acordo com Markus, Gunn "veio com pelo menos um riff histérico" para os Guardiões, e também escolheu a canção "The Rubberband Man" dos The Spinners como a música de abertura dos Guardiões em Infinity War. Gunn forneceu informações sobre a escolha feita por Markus e McFeely para o Senhor das Estrelas que tanto Gunn quanto o ator Chris Pratt sentiram que não era fiel ao personagem. A mudança sugerida por Gunn não alterou a história geral, e McFeely sentiu que era um bom exemplo de como trabalhar com outros cineastas do UCM era um "bônus" para esses filmes. Algumas das maiores reescritas do roteiro envolveram Thor, já que Markus e McFeely originalmente pretendiam que ele fosse o "homem hétero" dos Guardiões. Suas cenas tiveram que ser reformuladas depois que Chris Hemsworth explicou a direção mais cômica do personagem em Thor: Ragnarok. O diretor do filme, Taika Waititi, foi chamado para consultar Markus e McFeely sobre o novo tom da personalidade de Thor, enquanto o envolvimento de Pearson ajudou a manter essa continuidade.
Após o início das filmagens de Infinity War em janeiro de 2017, o processo de escrita tornou-se o que Markus descreveu como "particulado", com vários rascunhos de uma única cena sendo escritos ao mesmo tempo entre os escritores e diretores. Membros de todos os departamentos dos filmes também começaram a fornecer mais informações para as revisões do roteiro.:12:59–13:29 No set, os escritores assistiam aos ensaios com os atores todos os dias para que pudessem responder a quaisquer problemas com as cenas imediatamente, e também para fornecer piadas alternativas para os atores dizerem durante as filmagens. Assim que as filmagens começassem, eles voltariam a revisar as cenas dos roteiros que ainda não haviam sido filmadas.:14:19–14:44 Eles também se coordenaram com a equipe de edição em um esforço para fazer qualquer reescrita o mais rápido possível com base nas filmagens que os editores receberiam.:14:44–14:55 Isso foi feito com a esperança de poder refazer as cenas enquanto os atores estavam disponíveis e os sets ainda existiam, quando possível. A última escrita que a dupla fez para Endgame foi para filmagens adicionais que ocorreram em janeiro de 2019.:16:10–16:16

### História
O universo Marvel se une para lutar contra a maior ameaça ao mundo e ao universo que você já viu.

—O conceito básico por trás de Avengers: Infinity War, conforme descrito pelo codiretor Joe Russo
Enquanto todos os filmes não-Avengers no UCM foram considerados ambientados para este enredo, Feige disse que Black Panther (2018) seria uma ligação "muito importante" para o enredo, assim como Thor: Ragnarok. Os Russo queriam "uma linha de passagem forte" de The Winter Soldier à Civil War e nos dois filmes, dizendo: "Nós vemos [Civil War] como um cenário para Infinity War, já que ele começa nas condições onde todos se encontram." Ele descreveu o conceito dos filmes como "o universo Marvel [se unindo] para lutar contra a maior ameaça ao mundo e ao universo que você já viu", com os irmãos querendo se aproximar dos elementos cósmicos de Infinity War com o mesmo "fervor" que deram aos filmes The Winter Soldier e Civil War. Embora eles fossem incapazes de retratar os filmes com naturalismo devido ao seu conteúdo de ficção científica, eles queriam que seus filmes tivessem um realismo psicológico. Anthony acrescentou que Infinity War trataria dos "temas de fado e destino, e a essência do que significa ser um herói". Feige disse que os filmes explorariam se as visões que os Vingadores tiveram em Age of Ultron eram previsões do futuro ou apenas projeções de seus medos. Anthony descreveu o tom dos filmes como único, dado como eles estavam combinando os tons de todas as franquias individuais do UCM, e era importante para os irmãos que ambos os filmes fossem distintos entre si, com histórias e estruturas diferentes.
Infinity War se passa aproximadamente dois anos após os eventos de Civil War, já que os Russo sempre definem "tudo baseado em quando o último filme foi lançado". Além de The Infinity Gauntlet de Starlin, Markus e McFeely se inspiraram nos quadrinhos Infinity (2013) de Jonathan Hickman. Infinity War foi criado como um filme de assalto dos anos 1990, com os irmãos assistindo a muitos filmes "que tinham aquela energia de assalto", já que Infinity War "possui aquela energia do vilão estando um passo à frente dos heróis", com Thanos "em um golpe de quebrar-e-agarrar" para adquirir todas as Joias do Infinito. Os filmes 2 Days in the Valley (1996) e Out of Sight (1998) serviram de inspiração para os irmãos.
Além do roteiro usado no filme final, dois rascunhos diferentes de Infinity War também foram criados. Um desses rascunhos apresentava Thanos como o narrador do filme, utilizava uma estrutura não linear e também contava histórias para os membros da Ordem Negra. Embora este rascunho não tenha sido usado, escrever a narração de Thanos ajudou a dar a Markus, McFeely e os Russo mais informações sobre o personagem. O outro rascunho fazia com que o filme começasse após Thanos já ter adquirido a Joia do Poder, mas foi descartado porque "parecia que ele já tinha muitas Joia do Infinito logo de início". Seguindo com o rascunho usado no filme final, o enredo foi "simplificado, tornado mais linear e permitiu que mais momentos dos personagens surgissem" conforme o início das filmagens se aproximava, dando aos Russo "um roteiro muito firme" para trabalhar. Ao contrário de Infinity War, Avengers: Endgame apresenta principalmente uma história original que não se inspira em nenhum quadrinho existente. Joe Russo explicou: "Acho que estamos em um território bem novo com Avengers 4. De qualquer forma, acho que é interessante depois de voltar e olhar alguns dos filmes da Marvel e vê-los por uma lente diferente. Mas não posso pensar em qualquer história em quadrinhos em particular que teria valor" para fornecer uma base para a história do filme. Joe Russo também descreveu o segundo filme como "mais uma aventura épica no sentido clássico, com enormes riscos emocionais".
Enquanto Infinity War apresenta uma cena pós-créditos, assim como os filmes anteriores do UCM, os irmãos Russo inicialmente consideraram não incluir uma. Anthony observou que parte da razão para considerar isso "foi porque sabíamos que o final era complicado, um final difícil, e queríamos que esse final fosse muito definitivo. Não queríamos complicá-lo com outras ideias." Ele sentiu que a cena usada, que mostra Nick Fury solicitando a ajuda da Capitã Marvel antes de desaparecer, colocou "um pequeno botão [no final] mas é isso". Sobre o final de Infinity War, com Thanos eliminando metade do universo, Markus comentou: "Se você tivesse parado antes de ele estalar os dedos, ou com quatro joias, isso realmente é apenas um botão de pausa. Isso realmente significa, 'O que ele vai fazer?' 'Seu herói vai parar de ficar pendurado no penhasco?' E queríamos colocar um 'Sim, isso acontece. Lide com isso,' dê um tom no final, ao invés de deixar isso te sacudir."

### Personagens
Os escritores inicialmente não tentaram usar os personagens de uma forma que combinasse com a disponibilidade do ator, ao invés disso, usaram os personagens como eles queriam e então ajustaram mais tarde com base nas restrições de programação. Reconhecendo que há 23 personagens no pôster de Infinity War, McFeely afirmou que houve uma decisão inicial de não ter "cena após cena [com] 23 pessoas em uma sala movendo-se de um ponto de trama para outro", o que significaria apenas que muitos atores e personagens populares não teriam nada a fazer em cada cena. Em vez disso, os escritores queriam dividir os personagens em grupos menores para que cada cena pudesse ser valiosa para todos os personagens presentes e, então, esses grupos poderiam ser combinados conforme exigido pela história.
Para lidar com o número de personagens nos filmes, muitos foram divididos em vários grupos menores no início de Infinity War, que Anthony comparou a "Nashville para super-heróis. É uma narrativa vinheta. É a composição de todos eles em uma única história." O agrupamento incluiu: Homem de Ferro, Doutor Estranho, Senhor das Estrelas, Homem-Aranha e, inicialmente, Bruce Banner e Wong; Thor e os Guardiões da Galáxia, que em última instância se dividiram ainda mais para apenas Thor, Rocket e Groot; Wanda Maximoff e Visão; Thanos e Gamora; e Capitão América, Viúva Negra, Falcão, Soldado Invernal, Banner e Pantera Negra. Markus disse que muitas discussões sobre pares de personagens eram sobre se deveria buscar e desenvolver relacionamentos preexistentes ou introduzir novos, com ele sentindo que novos pares tinham o nível emocional de um primeiro encontro, enquanto personagens que estiveram juntos antes e agora estão em uma situação muito mais terrível estão juntos novamente.
O ator Robert Downey Jr. disse que no grupo do Homem de Ferro havia um desejo de "manter um pouco dos Irmãos da Ciência [e o relacionamento Stark/Banner] vivo", apesar de Banner ter sua própria jornada, o que fez expandir o relacionamento positivo entre Stark/Parker. McFeely explicou que o par Strange e Stark veio junto por causa das semelhanças entre os personagens sendo "caras com uma visão, mas também com um ego". Para diferenciar entre os dois, Markus e McFeely contrastaram o arco de história estabelecido de Stark e o impulso para confrontar Thanos com a postura mais relutante de Strange. Eventualmente foi adicionado o Senhor das Estrelas para fornecer uma "cor", uma vez que o personagem também "pensa que é o cara mais inteligente da sala ... só que ele não é". Uma piada de Sherlock Holmes seria feita quando Strange conhecesse Stark, mas foi descartada já que os Russo acharam que era "uma piada muito óbvia" e "uma meta-piada que exige que você seja fã de outros filmes"; Downey retratou Holmes nos filmes Sherlock Holmes (2009) e Sherlock Holmes: A Game of Shadows (2011), enquanto que Benedict Cumberbatch, que interpreta Strange, retratou Holmes na série de televisão Sherlock.
A parceria de Thor com Rocket e Groot criou "um grupo encantador" de acordo com McFeely. Markus acrescentou que Rocket foi considerado para muitos outros pares, mas acabou caindo com Thor porque ele "é tão poderoso que é divertido colocar Rocket ao lado dele. Rocket não parece ter muito para ajudar Thor, mas traz novidades na personalidade do Rocket que você não esperava." O grupo do Capitão América continua após os eventos de Civil War, mostrando que ele, a Viúva Negra e o Falcão estiveram fugindo, em parte por suas diferentes aparências (Rogers com barba e Romanoff com cabelo loiro). Os escritores também não se detiveram no romance entre Romanoff e Banner, conforme estabelecido em Age of Ultron, além de incluir um "olhar carregado entre os dois", pois "não serviu ao enredo de Thanos ... Houve muitas situações que queríamos acompanhar, mas ninguém na vida real estaria tratando dessas coisas com a vinda de Thanos." A relação entre Wanda e Visão estava "crescendo e florescendo" implicitamente desde os eventos de Civil War.
Joe sentiu que o público não ficaria desapontado com o número de personagens nos filmes, dizendo que "mais ou menos 67 personagens" que foram previamente apresentados no UCM foram colocados em um quadro para consideração. Em última análise, os personagens foram escolhidos com base nas preferências pessoais da equipe de criação, contanto que as "escolhas pareçam orgânicas para a narrativa e, realmente, você tem que estruturá-los da maneira que eles precisam estar lá", e incluiu alguns personagens que Joe considerou escolhas inesperadas, como alguns que fizeram aparições menores anteriormente no UCM e "estão realmente ganhando corpo" agora. Por causa do número de personagens, McFeely chamou a escrita de Civil War de "um passeio no parque". Ele notou que personagens que ainda não haviam sido escalados também estavam nos roteiros. Joe Russo explicou que eles pretendiam se concentrar em um "punhado" de personagens e construir a história em torno de seus arcos emocionais, com muitos dos outros personagens tendo papéis auxiliares. Ele também disse que o número de personagens em Civil War preparou os irmãos para "lidar com provavelmente o triplo da quantidade de personagens em Infinity War", e que os personagens dados o foco principal mudariam entre os dois filmes. Gunn disse que os papéis dos Guardiões da Galáxia nos filmes não seriam a maior parte do filme, mas seriam essenciais devido à sua conexão com Thanos.
Hope van Dyne / Vespa e Carol Danvers / Capitã Marvel aparecem apenas na sequência, a fim de preservar suas estreias em Ant-Man and the Wasp (2018) e Captain Marvel (2019), respectivamente, que foram lançados no período entre Infinity War e Endgame. Outros personagens, como Gavião Arqueiro e Homem-Formiga, foram excluídos de Infinity War por "uma escolha de história muito específica". Joe Russo disse que "temos uma história realmente interessante preparada para ambos os personagens, e parte dessa história exigia que eles estivessem sob prisão domiciliar [em Infinity War]." Trazer de volta o Caveira Vermelha sempre fez parte dos planos de Markus e McFeely, quando eles fizeram o Caveira Vermelha desaparecer para um local desconhecido depois de segurar o Tesseract no final de Captain America: The First Avenger, em comparação com alguns dos primeiros rascunhos do filme que o mostravam claramente morrendo, como explodindo-o em pedaços. Devido à história do personagem com as Joias do Infinito, Caveira Vermelha foi selecionado pelos escritores para retornar, pois eles precisavam de alguém para ser a voz da especialidade quando Thanos e Gamora chegassem a Vormir para adquirir a Joia da Alma também devido ao sentimento da necessidade de confirmar sua sobrevivência para surpreender o público ao mesmo tempo em que empurra o enredo. Os irmãos Russo também revelaram que, apesar de não terem aparecido em Infinity War, os eventos do filme mataram Betty Ross e Sif, anteriormente retratados no UCM por Liv Tyler e Jaimie Alexander, respectivamente.
Depois de anunciar os filmes, Feige disse que havia a possibilidade de que personagens das séries do UCM da Marvel Television pudessem aparecer na equipe, e atores como Krysten Ritter, que interpreta Jessica Jones na série da Netflix de mesmo nome, manifestaram interesse nisso. Anthony Russo afirmou que isso seria "complicado" devido à natureza serial da narrativa da série de televisão e ao fato de que a Marvel Studios e a Marvel Television possuem supervisão separada. Markus e McFeely falaram sobre a possibilidade de incluir Demolidor ou Luke Cage durante as cenas ambientadas na cidade de Nova Iorque, mas eles sentiram que incluí-los para participações rápidas não iria satisfazer o público. Os irmãos disseram mais tarde que "a mais breve consideração" para incluir personagens de televisão foi feita, mas era "praticamente impossível". Joe acrescentou: "Nosso trabalho é focar no mundo dos filmes da Marvel e oferecer um clímax satisfatório."
Markus também falou sobre como ele e McFeely estavam lidando com Thanos, um personagem que o público sabe que é a ameaça dos filmes, mas até esses filmes, tinha poucas cenas e tempo de tela para divulgar sua história e motivações. Ele disse: "Não temos nenhum elemento surpresa [com sua introdução] ... Você pode contar com muitas cenas em que iluminamos muito sobre ele muito cedo [no primeiro filme]", com McFeely acrescentando: "É nossa obrigação dar a ele uma história real, riscos reais, personalidade real e um ponto de vista real". Os escritores evitaram o enredo da história em quadrinhos onde Thanos tenta cortejar a manifestação feminina da Morte, e em vez disso o emparelhou às vezes com Gamora, já que "eles tinham muita história que queríamos explorar" e adicionariam camadas a Thanos que o evitariam se tornar "o vilão grande e torcido de bigode que deseja o poder final apenas para dominar o mundo e sentar-se em um trono". Os Russo sentiram que o tempo necessário para apresentar a Morte seria melhor gasto em Thanos e no já grande elenco do filme, com Anthony Russo expressando sua convicção de que adicionar uma personagem que o público não conhecia e ter que explicar sua história de fundo com Thanos faria com que o público se preocupasse com ela e a achasse interessante, mas isso não ajudou a levar a história adiante. Evitar o enredo da Morte se afastou da provocação que Whedon usou em The Avengers com o personagem, onde Thanos sentiu que, ao desafiar os Vingadores, ele estava cortejando a Morte. Embora a provocação fosse propositalmente ambígua, Whedon sentiu que quando apresentou Thanos não sabia o que fazer com ele e "meio que pendurou [Thanos] para secar". Whedon acrescentou: "Eu amo Thanos. Eu amo sua visão apocalíptica, seu caso de amor com a Morte. Eu amo seu poder. Mas, eu realmente não entendo sobre ele." Whedon gostou da abordagem que os escritores e os irmãos Russo tiveram em Infinity War, dando a Thanos "uma perspectiva real e [fazendo] com que ele se sentisse justo consigo mesmo", uma vez que o enredo da Morte não era "um conceito que necessariamente se traduziria".

## Pré-produção

### Escolha do elenco

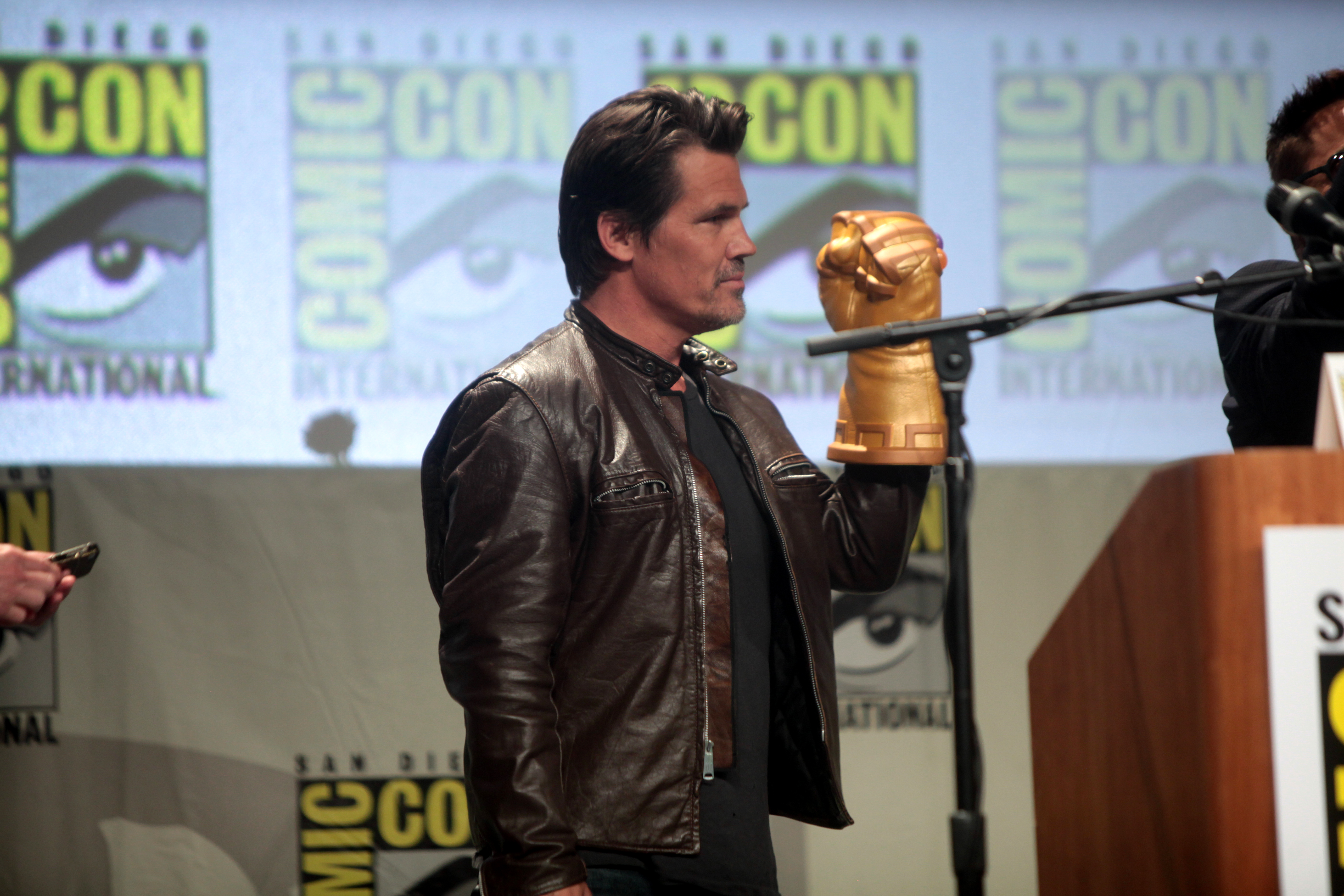
Josh Brolin com uma Manopla do Infinito enquanto promovia ambos os filmes na San Diego Comic-Con 2014.

Em junho de 2013, Robert Downey Jr. assinou contrato para retornar ao seu papel como Tony Stark / Homem de Ferro para um terceiro filme dos Vingadores, e Josh Brolin assinou um contrato multi-filme em maio do ano seguinte, para interpretar Thanos. Em julho de 2014, Feige afirmou que atores de filmes anteriores do UCM estavam sob contrato para retornar para um terceiro filme dos Vingadores, com Jeremy Renner afirmando que, em setembro, ele foi contratado para reprisar seu papel como Clint Barton / Gavião Arqueiro. Após o anúncio de Infinity War e sua sequência, muitos atores estabelecidos do UCM foram confirmados para se juntar a Downey e Brolin, incluindo membros anteriores dos Vingadores como Chris Hemsworth como Thor, Mark Ruffalo como Bruce Banner / Hulk, Chris Evans como Steve Rogers / Capitão América, Scarlett Johansson como Natasha Romanoff / Viúva Negra, Don Cheadle como James "Rhodey" Rhodes / Máquina de Combate, Paul Bettany como Visão, Elizabeth Olsen como Wanda Maximoff, e Anthony Mackie como Sam Wilson / Falcão. Infinity War também apresenta os Vingadores se unindo aos Guardiões da Galáxia, incluindo Chris Pratt como Peter Quill / Senhor das Estrelas, Pom Klementieff como Mantis, Karen Gillan como Nebulosa, Dave Bautista como Drax, o Destruidor, Zoe Saldana como Gamora, Vin Diesel como a voz de Groot, e Bradley Cooper como a voz de Rocket. Sean Gunn atuou como ator substituto de Rocket no set em ambos os filmes.
Atores adicionais, vindos de múltiplos filmes do UCM, reprisaram seus papéis em Infinity War, incluindo Benedict Cumberbatch como Stephen Strange de Doctor Strange, com Benedict Wong como Wong; Tom Holland como Peter Parker / Homem-Aranha de Spider-Man: Homecoming (2017), com Jacob Batalon como Ned, Isabella Amara como Sally, Tiffany Espensen como Cindy, e Ethan Dizon como Tiny; e Chadwick Boseman como T'Challa / Pantera Negra de Black Panther, com Danai Gurira como Okoye, Letitia Wright como Shuri, Winston Duke como M'Baku, e Florence Kasumba como Ayo. Sebastian Stan também aparece como Bucky Barnes / Soldado Invernal dos filmes do Capitão América, junto com Tom Hiddleston como Loki, e Idris Elba como Heimdall dos filmes de Thor e Vingadores; a atriz coadjuvante de Iron Man, Gwyneth Paltrow, volta a interpretar Pepper Potts; Benicio del Toro como Taneleer Tivan / O Colecionador de Guardians of the Galaxy; William Hurt como Thaddeus Ross, que apareceu pela primeira vez em The Incredible Hulk; e Kerry Condon como a voz da inteligência artificial (IA) do Homem de Ferro, SEXTA-FEIRA. Samuel L. Jackson e Cobie Smulders fazem participações especiais não creditadas na cena pós-créditos de Infinity War como Nick Fury e Maria Hill, que eles respectivamente retrataram em vários filmes anteriores. Jon Favreau iria reprisar seu papel como Harold "Happy" Hogan, enquanto que o codiretor Joe Russo fez uma aparição como um fotógrafo paparazzi, mas esta cena não fez parte do corte do filme nos cinemas.
No início de janeiro de 2017, Peter Dinklage estava em negociações para aparecer nos filmes, e acabou sendo escalado para o papel de Eitri. Na D23 Expo 2017, a Marvel anunciou a inserção dos "Filhos de Thanos", os capangas de Thanos no filme. Conhecidos coletivamente nos quadrinhos como a Ordem Negra, os atores que interpretam os personagens logo foram revelados como Tom Vaughan-Lawlor como Fauce de Ébano, Terry Notary como Cull Obsidian, Carrie Coon como Próxima Meia-Noite, e Michael James Shaw como Corvus Glaive. Próxima Meia-Noite foi retratada no set pela dublê Monique Ganderton, enquanto que Coon gravou suas vozes e realizou capturas de movimento para suas expressões faciais durante a pós-produção, devido a sua gravidez na época. Joe Russo explicou que a Ordem Negra foi incluída no filme para que houvesse personagens que os heróis "tivessem que passar para chegar em" Thanos, em vez de desafiá-lo "a cada passo do caminho". Ele acrescentou que a Supergigante, uma integrante da versão em quadrinhos da Ordem Negra, não foi incluída porque "a consolidação parecia uma coisa inteligente ... eles estavam começando a se sobrepor". A Ordem Negra no filme alterou os poderes que os irmãos Russo "sentiram que estavam a serviço de nossa narrativa". Emma Fuhrmann foi escalada como uma Cassie Lang mais velha em Endgame, substituindo a atriz Abby Ryder Fortson de Ant-Man (2015) e Ant-Man and the Wasp. Fuhrmann fez o teste para o papel em junho de 2017, embora ela inicialmente acreditasse que estava fazendo um teste para interpretar uma Viúva Negra mais jovem, já que o filme ainda não tinha título. Ross Marquand dá voz ao Caveira Vermelha, o "Guardião da Joia" que guarda a Joia da Alma. Marquand substitui Hugo Weaving, que expressou relutância em reprisar o personagem de The First Avenger; Weaving foi abordado para reprisar o papel, já que ele havia assinado originalmente para três filmes. No entanto, a Marvel adiou os contratos que eles concordaram no início e ofereceu a ele menos dinheiro do que ele recebeu por The First Avenger sob o pretexto de que seria apenas um simples trabalho de voz. Consequentemente, Weaving desistiu de reprisar o papel quando ele e seu agente acharam impossível negociar com o estúdio. Marquand, que é conhecido por suas imitações de celebridades, disse que a Marvel estava almejando "chegar o mais próximo do papel icônico que Hugo Weaving retratou há sete anos e prestar homenagem a ele, ao mesmo tempo em que lhe dava um novo sabor", e depois que Marquand tentou "fazer uma correspondência de voz direta com a performance de Hugo", os irmãos Russo observaram que o personagem "soaria um pouco diferente" da última vez que foi visto, recomendando que Marquand adicionasse "esse tipo de qualidade etérea quase fantasmagórica à sua voz". Tomando essa direção, Marquand levou cerca de dez dias para aperfeiçoar a voz, na qual ele sentiu que fundiu a "performance icônica de Weaving em The Matrix (1999) com o sotaque alemão que ele" usou para o Caveira Vermelha. O Caveira Vermelha foi criado através de CGI e retratado com dublês no set.
Atores que retornaram para Endgame incluem: Downey, Hemsworth, Ruffalo, Evans, Johansson, Cumberbatch, Cheadle, Holland, Boseman, Olsen, Mackie, Stan, Hiddleston, Wong, Klementieff, Gillan, Bautista, Saldana, Cooper, Paltrow, Brolin, Pratt e Wright. Eles se juntaram a Jeremy Renner como Clint Barton, Evangeline Lilly como Hope van Dyne / Vespa, Favreau como "Happy" Hogan, Paul Rudd como Scott Lang / Homem-Formiga, Brie Larson como Carol Danvers / Capitã Marvel, Michelle Pfeiffer como Janet van Dyne, Michael Douglas como Hank Pym, e Frank Grillo como Brock Rumlow / Ossos Cruzados. Grillo inicialmente recusou a oferta para retornar, já que ele ficou insatisfeito com a forma como seu personagem foi tratado no UCM, e finalmente concordou em retornar por insistência de seu filho. Vaughan-Lawlor, Notary, Ganderton e Shaw reprisaram seus papéis como os "Filhos de Thanos" de Infinity War, respectivamente; Coon não conseguiu reprisar seu papel como Próxima Meia-Noite devido a um conflito de agenda, então apenas Ganderton desempenhou o papel e recebeu uma parte sem fala, sem close-ups. Ty Simpkins reprisou seu papel como Harley Keener de Iron Man 3 (2013); Sympkins foi chamado por seu empresário, que lhe disse que a Marvel Studios estava pensando em trazê-lo de volta, o que a Marvel confirmou a ele em uma ligação posterior, embora Simpkins tenha optado por não contar à sua família a princípio, pois não tinha certeza de que apareceria no filme. Em fevereiro de 2016, Stellan Skarsgård, que interpreta Erik Selvig no UCM, disse acreditar que ele apareceria em um dos filmes, já que ele tinha mais um filme em seu contrato, e não apareceria em Thor: Ragnarok. Em outubro de 2017, Hiroyuki Sanada havia sido escalado como Akihiko para Endgame, e um ano depois, foi divulgado que Katherine Langford havia sido escalada para Endgame em um papel não revelado. Langford interpretaria uma versão mais velha de Morgan Stark, que seria apresentada em uma visão após o estalo de Tony, mas os irmãos Russo cortaram sua cena porque acharam que seria muito confusa. Reginald VelJohnson foi escalado como chefe dos bombeiros para uma cena de Endgame que levou uma semana para ser filmada em Atlanta, depois que os irmãos Russos contataram seu agente por serem fãs de seu trabalho; a cena de VelJohnson não foi mantida no corte original do filme nos cinemas, mas foi incluída mais tarde quando o filme foi relançado nos cinemas com conteúdo bônus.
Os irmãos Russo esperavam que outro ator de sua série de televisão Community fizesse uma aparição, depois que Danny Pudi e Jim Rash apareceram em The Winter Soldier e Civil War, respectivamente. David Cross foi convidado para fazer uma aparição como Tobias Fünke em Infinity War, seu personagem do seriado Arrested Development, no qual os irmãos Russo haviam trabalhado anteriormente; isso foi impedido por um conflito de agenda, mas Fünke ainda aparece no filme como um item da coleção do Colecionador, interpretado por um figurante não creditado. Em última análise, Yvette Nicole Brown e Ken Jeong, que interpretaram Shirley Bennett e Ben Chang em Community, aparecem em Endgame como uma agente da Camp Lehigh e um guarda de segurança, respectivamente. Jeong também estava em um ponto dando voz a Howard, o Pato, substituindo seu ator de Guardians of the Galaxy, Seth Green, em Infinity War antes que os Russo decidissem que sua inclusão não se encaixava no filme. Green não tinha conhecimento da aparição de Howard em Endgame até ver o filme. O cocriador dos Vingadores, Stan Lee, faz aparições em ambos os filmes. Starlin indicou que estava interessado em fazer uma participação especial nos filmes, aparecendo em Endgame.

### Design
O desenhista de produção Charles Wood trabalhou anteriormente em Thor: The Dark World, Guardians of the Galaxy, Age of Ultron e Doctor Strange, mas achou que o aumento de escala em Infinity War e Endgame foi um desafio particular. Ele sentiu que revisitar os sets de Doctor Strange em Infinity War foi algo que particularmente o ajudou por conta de sua experiência no filme original, permitindo que houvesse continuidade entre os dois filmes. Para a nação de Wakanda de Black Panther, esse filme estava sendo produzido em Atlanta ao mesmo tempo que Infinity War, então Wood e sua equipe trabalharam com a equipe de produção de Black Panther para garantir uma apresentação unificada do país.
Em janeiro de 2017, Wood afirmou que os dois filmes apresentariam "muitos, muitos, muitos novos mundos" fora da Terra e outros previamente estabelecidos em filmes anteriores. Ao projetar o planeta natal de Thanos, Titã, Wood intencionalmente queria que fosse o mais diferente possível de Wakanda, para que o público não ficasse confuso quando Infinity War cortasse as cenas entre os dois locais. O processo de design de Titã começou com uma projeção que remetia a juventude de Thanos, com estruturas inspiradas em moinhos de vento formando as formas básicas dos edifícios do planeta. A equipe então projetou a versão pós-apocalíptica de Titã que é vista no filme. Uma ideia inicial era filmar essas cenas em locações no Deserto de Atacama, no Chile, e embora essa ideia tenha sido descartada, a aparência do planeta ainda era inspirada nesse local. A equipe de design de produção também se inspirou em icebergs na Antártida enquanto tentava retratar as estruturas em Titã desmoronando em baixa gravidade. As dunas de areia no Deserto de Atacama também foram usadas como inspiração para o planeta Vormir, embora o foco do design desse planeta fosse fazer com que as nuvens parecessem artificiais a fim de dar ao céu uma qualidade de sonho. A localização de Nidavellir foi mais inspirada nas histórias em quadrinhos.
A figurinista Judianna Makovsky se concentrou em fazer figurinos que se encaixassem no estilo realista dos irmãos Russo. Para as roupas civis usadas no início de Endgame, Makovsky queria ajustar a paleta de cores para ser menos brilhante do que os filmes anteriores a fim de não se afastar dos personagens e do enredo. As roupas usadas por um Thor deprimido deveriam ainda evocar seu traje tradicional, como um roupão de banho no mesmo vermelho de sua capa. Para os personagens digitais dos filmes, Makovsky criou roupas para pequenas maquetes dos personagens que a equipe de efeitos visuais poderia então replicar. Os trajes de viagem no tempo em Endgame foram projetados pelo chefe de desenvolvimento visual da Marvel, Ryan Meinerding, para ser uma mistura da tecnologia do Homem-Formiga, do Homem de Ferro e dos Guardiões da Galáxia. Por causa de quão ocupada a equipe de figurinos estava durante a produção, os trajes de viagem no tempo nunca foram feitos para o filme. Em vez disso, depois que o design foi finalizado, os trajes foram criados digitalmente. Wood projetou os dispositivos de viagem no tempo usados nos pulsos dos heróis. A empresa Perception ajudou a equipe de produção a visualizar seu conceito de viagem no tempo no filme, concentrando-se "na mecânica de como poderia funcionar, como seria e como você explicaria". A equipe da Perception também explorou "ideias em torno de considerações científicas, conceitos baseados em tecnologia e potenciais influências narrativas".
Originalmente, três trajes do Máquina de Combate separados apareceriam em Endgame: o Mark III reparado de Captain America: Civil War, o Mark IV usado em Morag antes de se dissolver em água ácida em uma sequência subaquática, e o Mark V, apelidado de "armadura cósmica do Máquina de Combate", para uso espacial. Em última análise, a armadura Mark III e a sequência subaquática foram cortadas, e Rhodes usa a Mark VI em Morag e durante o ataque ao QG dos Vingadores, e o traje Mark VII "Patriota de Ferro" para a batalha final.

### Planos de filmagens
Os filmes foram originalmente programados para serem filmados simultaneamente, com os irmãos Russo sugerindo que em "alguns dias estaremos filmando o primeiro filme e alguns dias estaremos filmando o segundo filme. Apenas pulando para frente e para trás." Anthony Russo opinou que fazia mais sentido filmar os filmes simultaneamente, por razões financeiras e logísticas, considerando o grande número de membros do elenco, mesmo que cada parte seja seu próprio filme distinto. No final de abril de 2015, Evans revelou que as filmagens estavam programadas para começar no final de 2016 e durar nove meses, com duração até agosto ou setembro de 2017. Em janeiro de 2016, os irmãos Russo afirmaram que as filmagens ocorreriam em Atlanta, na Geórgia, começando em novembro de 2016 e durando até junho de 2017. Em outubro, Feige afirmou que as filmagens começariam em janeiro de 2017.
Renner, Olsen e Bautista notaram que os atores que aparecem nos filmes não receberam roteiros antes do início das filmagens, com Bautista afirmando especificamente em 22 de janeiro de 2017, que ele não havia recebido um roteiro, apesar de iniciar suas filmagens em 23 de janeiro. Nenhum ator de Infinity War tinha o roteiro completo, embora alguns que estavam no filme tivessem acesso a mais cenas do que outros. Além disso, cenas falsas e editadas foram usadas para ajudar a proteger o sigilo em torno do filme. Em abril de 2017, Feige revelou que as sequências não estavam mais sendo filmadas simultaneamente como planejado originalmente, mas sim consecutivamente, e indicou que as filmagens para a sequência de Infinity War começariam em agosto de 2017. Ele explicou: "Estamos fazendo um após o outro. Tornou-se muito complicado cruzá-los assim, e nos encontramos — novamente, em algo que pagaria o preço. Queríamos poder focar e gravar um filme e depois focar e gravar outro filme." Como esta decisão foi tomada alguns meses antes do início das filmagens, alguns dos trabalhos de pré-produção foram afetados negativamente. Algumas cenas de ambos os filmes acabaram sendo filmadas no mesmo dia, principalmente para acomodar a disponibilidade do ator.

## Filmagens
As filmagens de Infinity War começaram em 23 de janeiro de 2017, no Pinewood Atlanta Studios no Condado de Fayette, Geórgia. O título de produção Mary Lou foi usado como referência à ginasta Mary Lou Retton, porque a produção queria fazer uma "aterrissagem" com os dois filmes como um final para o UCM.:19:19–19:24 O coproprietário do Pinewood Atlanta, Dan T. Cathy, descreveu os filmes como "a maior produção cinematográfica de todos os tempos, com um orçamento [combinado] de 1 bilhão de dólares", que Feige afirmou ser falso; o primeiro filme teve um orçamento estimado de 325–400 milhões de dólares, ainda tornando-o um dos filmes mais caros já feitos. Evans e Hemsworth  receberam um pagamento de 15 milhões de dólares cada para ambos os filmes.
Filmagens adicionais ocorreram na Escócia, inclusive em Edimburgo, Glasgow e nas Terras Altas, com o trabalho de estúdio ocorrendo na Wardpark Studios em Cumbernauld. As filmagens na Escócia começaram em 28 de fevereiro de 2017. De 18 de março a 21 de abril de 2017, as filmagens ocorreram na Cidade Velha de Edimburgo e nos arredores de Royal Mile, incluindo High Street, Parliament Square e Cockburn Street, e em Roxburgh Close e Old Fishmarket Close, bem como na Estação Waverley. As filmagens também ocorreram na Catedral de Durham em Durham, Inglaterra, no início de maio de 2017, e em St Abbs. Essas cenas foram filmadas para Endgame, com a Catedral de Durham retratando Asgard de 2013, e St Abbs se tornado a cidade de Nova Asgard na Noruega. As filmagens também ocorreram na Catedral de Santo Egídio e no Castelo de Inverness. Outras cenas filmadas para Endgame em 2017 foram a de Camp Lehigh de 1970, e o Loki de 2012 escapando com o Tesseract da Torre Stark. No final de junho de 2017, as filmagens ocorreram em Downtown Atlanta, bem como no Central Park de Atlanta no início de julho, antes de mudarem para Queens, Nova Iorque, no meio do mês. Para a cena final de Infinity War, os cineastas fizeram uma parceria com a Indochina Productions, um estúdio com sede na Tailândia, a fim de adquirir imagens do terraceamento Banaue Rice Terraces em Ifugao, Filipinas. As filmagens de Infinity War foram concluídas em 14 de julho de 2017.
As filmagens de Endgame começaram em 10 de agosto de 2017, também no Pinewood Atlanta Studios, sob o título de produção de Mary Lou 2; o segundo filme teve um orçamento estimado de 356–400 milhões de dólares. Em agosto, as filmagens ocorreram na área de The Gulch em Downtown Atlanta, perto da estação Five Points MARTA, bem como no Parque Piedmont. Outros locais de filmagens na área de Atlanta incluíram uma cabana à beira do lago em Fairburn, Geórgia, que é onde a família Stark reside no filme, bem como vários locais que foram usados para retratar o Complexo dos Vingadores: o Porsche Experience Center em Atlanta, e uma sala de conferências vazia em um Sheraton Hotel semi-abandonado perto do Aeroporto de Atlanta. A produção de Endgame terminou em 11 de janeiro de 2018.

### Cinematografia
Trent Opaloch atuou como diretor de fotografia para os dois filmes. Antes das filmagens, os irmãos Russo anunciaram que ambos os filmes seriam filmados com câmeras Arri Alexa IMAX, marcando a primeira vez que um longa-metragem de Hollywood seria filmado inteiramente com câmeras digitais IMAX. A filmagem foi processada digitalmente por IMAX e lançada em uma proporção de 1.90:1 exclusivamente em cinemas IMAX. Joe Russo disse que, como muitos dos personagens são altos, a "proporção IMAX funciona para esses tipos de personagens, e as paisagens são impressionantes. Há algumas paisagens realmente exóticas no filme, e poder colocá-las em uma tela IMAX, é uma ferramenta incrível para se ter como cineasta, para poder explorar essa escala de proporção." Opaloch observou que a produção usaria 12 das câmeras Arri Alexa IMAX, e que Arri estava trabalhando em lentes com distâncias focais da câmera. Eles esperavam que estivessem disponíveis no início das filmagens, já que a produção "precisaria de todos os acessórios e lentes", já que era "um projeto gigante".
Infinity War foi filmado principalmente com uma configuração de câmera única, em oposição à configuração de três câmeras usada pelos irmãos Russo nos filmes do Capitão América. Os Russo seguiram essa abordagem para fazer com que Infinity War "parecesse maior" sobre "o visual vérité" que os filmes do Capitão América tinham com três câmeras. Opaloch descreveu seu estilo visual como mais focado nas necessidades de cada cena, em vez de um visual geral para os filmes. Para as cenas de Endgame que estavam recriando momentos de filmes anteriores, Opaloch começou tentando replicar o trabalho dos diretores de fotografia desses filmes, mas depois direcionou-se para onde as novas cenas exigiam recriação. Aproximadamente 890 horas de filmagem foram realizadas entre os dois filmes.

## Pós-produção
A pós-produção de Endgame começou a sério após o lançamento de Infinity War, com Feige explicando que o segundo filme teria um tempo de pós-produção um pouco mais longo do que alguns dos outros filmes da Marvel. Joe Russo sentiu que Endgame era o "melhor trabalho para a Marvel" dele e de seu irmão, e também, porque a maior parte do filme foi feita antes do lançamento de Infinity War e o público foi capaz de responder a isso, a sequência foi "realmente puro... sem nenhum tipo de ruído externo entrando" na história.

### Edição
Foi um estado constante de pré-produção, produção e pós-produção ao mesmo tempo por quase um ano [em 2017] direto. E então, quando terminamos aquele ano de insanidade, entramos em um período de pós-produção absolutamente infernal, quase impossível, que durou de janeiro a abril, quando entregamos Infinity War, e esse foi um dos períodos mais intensos de filmagem que eu já experienciei.

—O coeditor Jeffrey Ford ao completar ambos os filmes
Jeffrey Ford e Matthew Schmidt serviram como editores de Infinity War e Endgame. O processo de Ford era assistir através de dailies enquanto eles chegavam do set na ordem em que foram filmados, para ver a progressão das performances dos atores. Ele montava um corte inicial da filmagem no dia em que foi filmado e depois retornava a esse corte pelo menos várias horas depois, se não no dia seguinte. Ford então compartilhava seus cortes com os irmãos Russo no set e, quando possível, sentava-se com os diretores quando não estavam ocupados filmando para passar pelas filmagens até aquele momento. Devido aos muitos efeitos visuais necessários para os filmes, Ford trabalhou com Gerardo Ramirez da empresa The Third Floor para incluir sequências pré-renderizadas nos primeiros cortes, bem como pós-renderização adicionando efeitos básicos como fundos aos dailies. Ford também trabalhou com Shannon Mills da Skywalker Sound para adicionar um som inicial aos seus cortes brutos.
Ford afirmou que havia "um corte bastante sólido" de Infinity War em outubro de 2017, mas o filme estava sendo constantemente editado e reestruturado até muito tarde no processo "até que meio que [tudo se] encaixou". Ford explicou que a reestruturação foi focada em ajustar o ritmo do filme onde ocorrem as transferências entre os personagens e a trama. Isso foi importante para que o ritmo do filme fosse acertado, já que as primeiras versões da obra eram mais curtas em relação as duas horas e meia de duração de sua versão final, mas pareciam mais lentas quando mostradas em exibições de teste. Durante as filmagens, ambos os editores trabalharam na compilação do material de ambos os filmes à medida que foi dado a eles. Por volta de dezembro de 2017, Ford começou a trabalhar exclusivamente na edição de Infinity War, enquanto que Schmidt continuou compilando as filmagens de Endgame. De seu trabalho em Infinity War, Ford estava mais orgulhoso de como ele moldou as performances dos atores. Ford observou que os filmes dos Avengers são em grande parte dirigidos aos personagens, com as sequências de ação envolvendo uma grande quantidade de momentos dos personagens. Ele teve que trabalhar com várias performances de captura de movimento com o filme, mas Ford foi capaz de cortar essas atuações exatamente como faria em uma performance tradicional porque os atores de captura de movimento estavam no set com os outros atores, e a equipe de efeitos visuais garantiu que todos os atores tinha as linhas de olho corretas para combinar com os personagens que seriam adicionados digitalmente.
Uma vez que Infinity War estava a ponto de ser lançado, Ford e Schmidt começaram a "trabalhar a sério" em Endgame, com a edição começando algumas semanas antes do lançamento de Ant-Man and the Wasp em julho de 2018. Tia Nolan, Peter S. Elliot e Craig Tanner serviram como editores convidados em Endgame para ajudar Ford e Schmidt a completar o filme a tempo. No início de novembro de 2018, os irmãos Russo disseram que estavam "na metade" da edição do filme. Ford descreveu Endgame como "menos dirigido editorialmente" do que os filmes anteriores da Marvel em que ele trabalhou, incluindo Infinity War, com o estilo mise-en-scène da sequência impulsionado mais pelo bloqueio dos atores e da câmera no set do que pela direção dos editores. Diversas tomadas do filme tiveram que ser emendadas pelos editores e pela equipe de efeitos visuais de diferentes peças filmadas em momentos diferentes durante a produção, incluindo uma cena de ação com Gavião Arqueiro em Tóquio que é mostrada como uma única tomada longa, mas na verdade foi filmada em três ou quatro seções diferentes em uma rua em Atlanta. Como Silvestri não conseguiu trabalhar na trilha sonora de Endgame até muito tempo após o início da edição do filme devido a outros compromissos, Ford e sua equipe usaram músicas das trilhas anteriores de Silvestri (incluindo de filmes anteriores dos Avengers) como parte de uma trilha temporária. Em março de 2019, os irmãos Russo confirmaram que a edição de Endgame estava concluída.

### Filmagens adicionais
Joe Russo afirmou, em julho de 2017, que havia algumas cenas inacabadas para Infinity War que seriam filmadas "nos próximos meses". Em março de 2018, a Marvel abordou a Hudson Valley Film Commission sobre encontrar um local para filmar um campo de batalha para Endgame no norte do estado de Nova Iorque. A comissão sugeriu oito propriedades diferentes, e a Marvel escolheu a Staatsburgh State Historic Site no Condado de Dutchess. A propriedade foi filmada durante vários dias em junho de 2018, para obter imagens para a equipe de efeitos visuais. A Black Creek Preserve, no Condado de Ulster, também foi filmada. Filmagens para aplicação de efeitos visuais para Endgame também foram realizadas em Tóquio e no Brasil, com este último servindo para retratar um planeta alienígena.
Os irmãos Russo revelaram em 7 de setembro de 2018 que as filmagens adicionais principais de Endgame haviam começado, com o elenco retornando ao set de Atlanta. Isso foi concluído em 12 de outubro. Devido à quantidade de filmagem necessária para essas refilmagens, a produção se dividiu em quatro unidades, com os irmãos Russo fazendo uma cada e as outras duas sendo supervisionadas pelo supervisor de efeitos visuais Dan Deleeuw e Ford, respectivamente. Ruffalo indicou que além do material de refilmagem, a filmagem adicional seria usada para finalizar o filme, uma vez que não havia sido totalmente concluída no início do ano. Markus e McFeely descreveram a filmagem adicional como, principalmente, por adicionar coisas que eles não sabiam que precisavam, bem como algumas coisas que eles sabiam que precisavam, mas não conseguiram filmar até então.:16:16–16:31 Ford explicou que essas refilmagens cobriram muitas partes de Endgame, incluindo a conclusão da sequência de batalha final. Uma mudança importante foi ajustar a apresentação das duas versões de Nebulosa no filme, pois era fácil distinguir as duas no roteiro por seus rótulos de "Nebulosa Boa" e "Nebulosa Má", mas na tela era menos claro distinguir quem era quem. Outra grande mudança feita através das refilmagens foi alterar a cena em que a Viúva Negra morre: originalmente a cena apresentava Viúva Negra e Gavião Arqueiro lutando contra Thanos e seus capangas, mas na pós-produção os antagonistas foram removidos da cena. Um ano depois de filmar suas cenas, Tilda Swinton foi trazida de volta para as refilmagens. Alguns pontos-chave da trama de viagem no tempo mudaram, levando à inclusão da cena em que a Anciã mostra a Hulk uma linha do tempo visual para explicar a ele as consequências se sua missão falhasse.
Algumas refilmagens finais de Endgame ocorreram em janeiro de 2019, incluindo em seu clímax, onde Tony Stark usa as Joias do Infinito. Originalmente, não havia nenhum diálogo nesta cena tanto para Thanos quanto para Stark, mas a linha "Eu sou inevitável" foi adicionada a Thanos para completar o arco desse personagem no filme, que é sobre seu senso de destino. Durante a edição, os diretores decidiram que estava fora do personagem Stark não dizer algo de volta, então Ford sugeriu a linha "Eu sou o Homem de Ferro", como uma referência ao primeiro filme do Iron Man. Adicionar essa linha foi um motivo significativo para as refilmagens de janeiro de 2019, que ocorreram no Raleigh Studios, Califórnia, onde Downey fez o primeiro teste de tela para o Homem de Ferro. A princípio, Downey não queria voltar apenas para filmar a fala "Eu sou o Homem de Ferro", mas Feige e os Russo o convenceram de que a fala era necessária para a história do filme depois que os Russo perceberam durante a edição que isso aperfeiçoaria a narrativa.

### Efeitos visuais

Teste de imagens de Brolin usando o software de captura facial Masquerade, de propriedade da Digital Domain.

Os efeitos visuais para Infinity War foram criados pela Industrial Light & Magic (ILM), Framestore, Method Studios, Weta Digital, DNEG, Cinesite, Digital Domain, Rise, Lola VFX e Perception. A sequência onde mostra o título do filme, foi criada pela Perception. As sequências do filme para os fornecedores de efeitos visuais foram dadas a eles a partir de fevereiro de 2017. A Digital Domain trabalhou na criação de Thanos para o filme, produzindo mais de 400 tomadas de efeitos visuais. A empresa criou um novo aplicativo de captura facial chamado Masquerade, baseado no conceito de aprendizado de máquina por meio de algoritmos de computador, especificamente para o filme, começando a trabalhar no sistema três a quatro meses antes das filmagens começarem a desenvolvê-lo e testá-lo. Eles apresentaram seus resultados para Brolin, os irmãos Russos e executivos da Marvel antes das filmagens para demonstrar as sutilezas que Brolin seria capaz de trazer ao personagem, o que ajudou o ator a como poderia interpretá-lo. Antes do início das filmagens, as expressões faciais de Brolin foram capturadas com o sistema Medusa da ILM, que junto com seus dados de captura de movimento do set, foram enviados ao Masquerade para "criar uma versão de alta resolução do que Brolin fez no set" para que os animadores pudessem aplicar isso ao CGI do personagem. Kelly Port, supervisora de efeitos visuais da Digital Domain, observou que o design de Thanos levou em consideração as versões que apareceram em filmes anteriores, mas foram ajustadas mais para as características de Brolin, o que também ajudou a combinar sua performance com o personagem digital. A Weta Digital trabalhou na batalha em Titã, onde também criou uma versão separada de Thanos para suas necessidades, aplicando os dados de captura de performance às ferramentas que a Weta desenvolveu para seu trabalho na franquia Planet of the Apes, de 2010. A Weta trabalhou em 200 tomadas dele, junto com suas outras 250 tomadas de efeitos, que incluíam o cenário de Titã e os outros personagens na luta. A Digital Domain também criou o Caveira Vermelha e foi auxiliada pelo material de referência de Captain America: The First Avenger para criar o CGI do personagem. Port observou que havia "um amplo espectro de designs em termos de como ele seria", com algumas opções, incluindo Hugo Weaving reprisando o papel com maquiagem, se ele retornasse, e uma versão "onde o Tesseract fez coisas muito ruins com sua aparência, então ele era muito mais esquelético." O design final do personagem estava entre as duas versões, que "mostrou que o Tesseract o afetou e o escolheu de alguma forma para ser" o guardião da Joia da Alma.
A Framestore criou 253 tomadas para o filme para a sequência da batalha de Nova Iorque no primeiro ato do filme. Patric Roos, supervisor de efeitos visuais da Framestore, chamou suas fotos de "mistura de fotos completas de CG, FX, extensões de set, feitiços mágicos e muito trabalho de personagem". Uma parte da sequência de luta foi filmada em Atlanta, antes de se mudar para um Washington Square Park totalmente feito em CGI. A Capture Lab da Framestore passou um mês em Manhattan e Nova Jersey tirando fotos de referências, LIDAR e panoramas gigapixel para capturar os ambientes que tiveram que ser recriados digitalmente, capturando mais de 250 000 fotos e 15 terabytes de dados. Por seu trabalho nos membros da Ordem Negra, a Framestore passou quase um ano desenvolvendo seus modelos, trabalhando com a equipe de desenvolvimento visual da Marvel Studios para criar vinhetas de animação para explorar as personalidades e traços de personagem de cada membro. A Framestore também criou o traje Aranha de Ferro do Homem-Aranha, e a nova armadura do Homem de Ferro, a Mark 50 (Mark L), que é composta de nanobots que se movem ao redor de seu corpo para formar um traje, sendo desenvolvida ao lado da Marvel por cerca de dois anos. Os modelos e texturas do traje do Aranha de Ferro foram compartilhados com o fornecedor de efeitos visuais Trixer, para que eles os implementassem em Spider-Man: Homecoming, onde foi visto pela primeira vez. A Framestore também trabalhou no Q-Ship da Ordem Negra e na "magia sobrenatural" do Doutor Estranho, que foi atualizada desde sua primeira aparição em Doctor Strange. O trabalho da Cinesite no interior do Q-Ship, quando Fauce de Ébano interroga Strange, consistiu em 215 filmagens. A empresa também trabalhou na pequena luta entre Homem de Ferro, Homem-Aranha, Strange e os Guardiões na nave, que exigia animação completa de personagens, efeitos de detonadores e teias, adagas em CGI, máscara do Senhor das Estrelas, antenas de Mantis e danos ao Q-Ship. A sequência pós-créditos, a cena de abertura no Central Park, a cena em que Pantera Negra apresenta Bucky Barnes com seu novo braço, cenas internas do Quinjet e uma cena de estabelecimento do planeta Vormir, foram criadas pela Rise, que totalizou 26 filmagens. Para a sequência pós-créditos, Oliver Schulz, supervisor de efeitos visuais da Rise, observou que a empresa havia feito um efeito de desvanecimento semelhante para um projeto comercial anterior, então esses assets foram usados como linha de base. A empresa também recebeu assets digitais de Cobie Smulders e Samuel L. Jackson de The Winter Soldier para uso na cena. Schulz observou que parte da dificuldade da sequência foi porque "em um ponto posterior do processo, foi tomada a decisão de não avançar com a parte filmada de Nick Fury — em vez disso, faríamos uma tomada de câmera e mudaríamos para uma tomada de CG completa. Isso incluiu um braço de CG completo sendo desintegrado em close-up junto com um ambiente de CG completo. Além disso, também havia um chão em close-up em CG e o pager totalmente em CG — que revela o logotipo iluminado da Capitã Marvel no final."
Os efeitos visuais para Endgame foram criados pela ILM, Weta Digital, DNEG, Framestore, Cinesite, Digital Domain, Rise, Lola VFX, Cantina Creative, Capital T, Technicolor VFX e Territory Studio. O filme possui mais de 3 000 tomadas de efeitos visuais. A Perception trabalhou nos créditos finais principais, optando por criar "algo que parecesse pessoal [e] sentimental", que também lembrasse o espectador dos "últimos dez anos" do UCM, bem como "uma carta de amor aos fãs". Os créditos foram divididos em três seções – a equipe, o elenco e, em seguida, o "hero 6", que apresentava os seis Vingadores originais do primeiro filme – e apresentava mais de 60 cartões de título exclusivos. Ao contrário da ordem de crédito tradicional, a Marvel Studios queria que os créditos fossem construídos com os Vingadores originais, o que significava colocar os principais atores no final da sequência em vez do início. A Perception usou raios de luz abstratos que se tornavam mais distintos à medida que a sequência avançava. Para os créditos do elenco, foram usadas imagens de filmes anteriores para cada ator, "especificamente selecionados não apenas pela maneira como interagia com a luz, mas também por seu poder icônico". Finalmente, a seção dos heróis apresentava uma imagem do ator em primeiro plano com imagens de seu personagem ao fundo, bem como a assinatura do ator. A apresentação das assinaturas foi uma ideia de Feige para criar "uma conexão mais pessoal e íntima". A Perception, mais uma vez, criou a sequência onde mostra o título do filme.
Assim como nos filmes anteriores do UCM, a Lola trabalhou nas sequências de rejuvenescimento; Endgame apresenta 200 tomadas de envelhecimento e rejuvenescimento. Downey, Evans, Ruffalo, Hemsworth, Johansson e Renner foram rejuvenescidos para suas aparições de 2012 para cenas recriadas de The Avengers (2012). Michael Douglas, John Slattery e Stan Lee também foram rejuvenescidos para as cenas em Nova Jersey de 1970; a aparição de Douglas em The Streets of San Francisco (1972–1977) serviu como base para sua figuração em Endgame. A Lola também envelheceu Evans para a cena final, onde ele é retratado como um homem idoso, usando um pouco de maquiagem e um dublê como referência. Anthony Mackie recordou que, para a cena climática com o Steve Rogers idoso, os cineastas inicialmente "queriam escalar um cara velho para interpretar Chris Evans. Então eles trouxeram, tipo, três atores. Eles são... tipo, nenhum desses [é] como Chris vai ficar quando for velho... Ele vai ter 95 anos e ainda vai estar bonito, sabe? Então eles trouxeram uma equipe de maquiagem e próteses e transformaram [Evans] em um homem velho." Grande parte da aparência de Evans também foi em CGI, com o supervisor de efeitos visuais Dan Deleeuw explicando que a cena foi filmada com Evans e "um dublê mais velho. Você possui [o jogo duplo], com a cena apresentando Chris executando-a da mesma maneira. E assim, quando você tem a performance de Chris e meio que uma referência para a figura mais velha, você pode basicamente os juntar [e] pegar a textura da pele mais velha e aplicá-la a Chris Evans com alguma combinação de CG e pintura misturada".
Uma das últimas adições de efeitos visuais ao filme foi uma rápida aparição de Howard, o Pato, durante a sequência da Batalha da Terra; o personagem não deveria aparecer na versão final do filme, mas Joe Russo pediu para incluí-lo enquanto verificava os efeitos do portal. A equipe de efeitos visuais foi capaz de incluir Howard apesar de possuir apenas três dias para terminar todas as tomadas de efeitos visuais. Também houve discussões para inserir digitalmente Cassie Lang na sequência do funeral como convidada, porque ela não foi incluída na versão original filmada, mas os cineastas desistiram depois de perceber que as pessoas estavam consumando a perda de Tony Stark e que sua inclusão não era necessária.

### Música
Alan Silvestri, que compôs a trilha sonora de The Avengers, foi revelado, em junho de 2016, que estava voltando para compor Infinity War e Endgame. Silvestri começou a gravar sua trilha para Infinity War em janeiro de 2018, e terminou no final de março. No início de novembro de 2018, os irmãos Russo começaram a trabalhar com Silvestri na trilha sonora de Endgame, onde foi concluída no final de março de 2019. As trilhas sonoras de ambos os filmes foram gravadas no Abbey Road Studios em Londres com a Orquestra Sinfônica de Londres.